# Антон Попель
Антон Попель, або Антоній Суліма-Попель (пол. Antoni Sulima-Popiel; 13 червня 1865, Щакова (нині район міста Явожно) — 7 липня 1910, Великий Любінь) — польський скульптор, педагог. Брат живописця Тадеуша Попеля, зять Леонарда Марконі.

## Біографія
Батько — Антоній Сулима Попель (пол. Antoni Sulima Popiel, урядовець митниці, помер 25 червня 1903 р. в Золочеві , 1895—1897 рр. видавав власним коштом тижневик «Газета Бродзка»), мати — Антоніна, до шлюбу Станічек (Staniček).
Навчався в гімназіях у Бродах і Львові, у Краківській школі образотворчих мистецтв (1882–1885), пізніше у Віденській академії мистецтв (1885–1888).
З 1888 року мешкав у Львові і працював викладачем малювання та скульптури у Львівській політехніці. У Львові мав студію, у якій отримали певні навички моделювання його учні Казимира Малачинська-Пайздерська, Люна Дрекслер, Михайло Паращук та ін. Пізніше Михайла Паращука скульптор залучив до співпраці (зокрема під час виконання пам'ятника Адамові Міцкевичу у Львові, виготовленні орнаментального декору при спорудженні Музею художнього промислу (1898–1903) тощо).
Працював у жанрах меморіальної, монументальної, портретної, іноді релігійної пластики. За понад 20 років життя у Львові Антон Попель створив велику кількість скульптур, більшість із яких вціліли до нашого часу.
1901 року Антона Попеля, як одного з провідних скульпторів Львова, громада міста обрала членом Комітету з будівництва церкви св. Єлизавети у Львові. 1904 року був членом журі конкурсу проектів перебудови садиби Скибневських у селі Голозубинці Хмельницької області.
1902 року Антон Попель за проектом архітектора Владислава Ґодовського збудував для себе віллу на вул. Горбачевського, 6 (тоді — вул. Ісаковича), яку було перебудовано у 1930-х роках. 2013 року віллу зруйновано.
Медальойнами з барельєфами класиків польської літератури — Адама Міцкевича, Юліуша Словацького, Юзефа Коженьовського та Зигмунта Красінського роботи Антонія Попеля оздоблено другий поверх будинку Фелікса Веста на вулиці Золотій у Бродах.

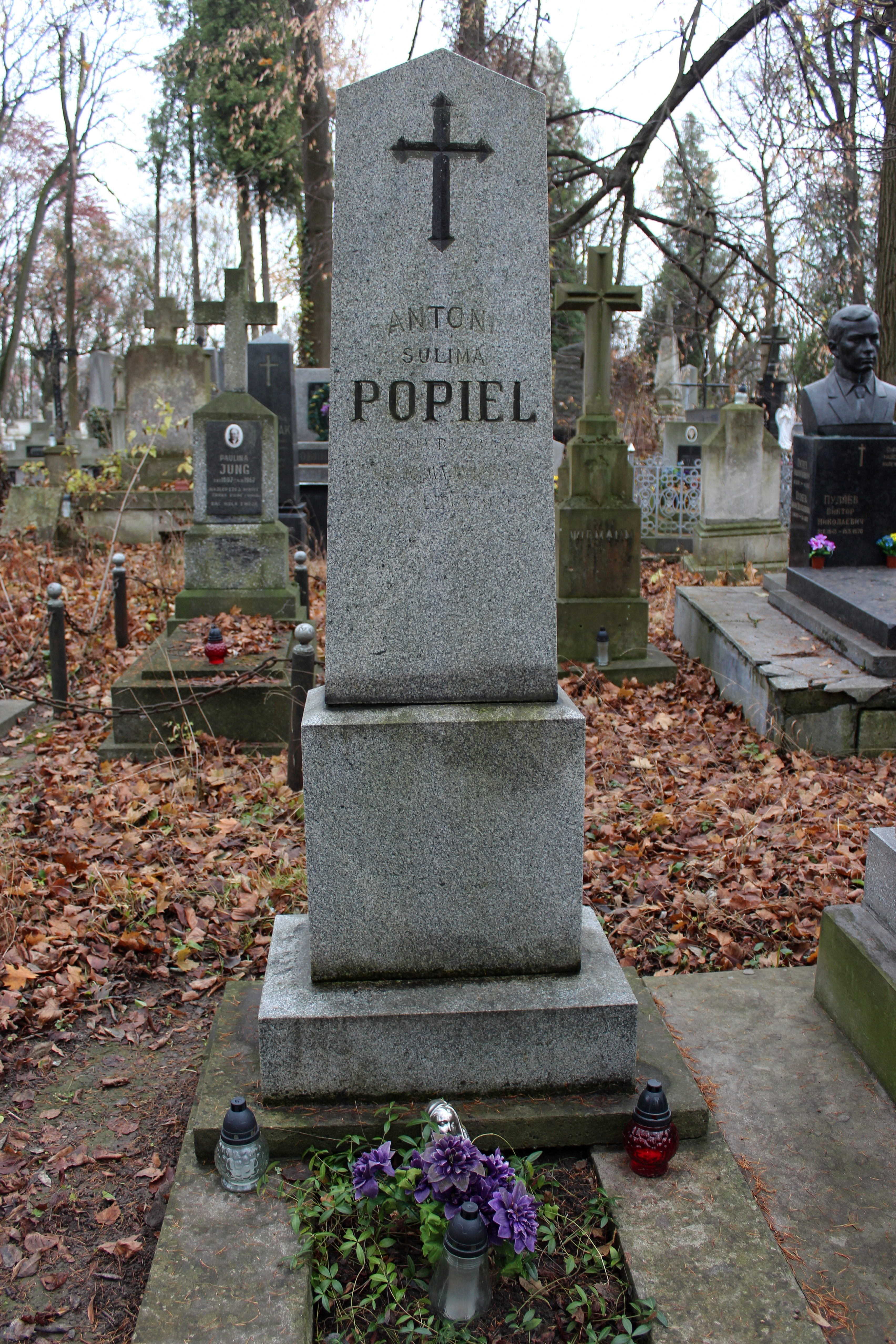

Похований на Личаківському цвинтарі у Львові на полі № 57.

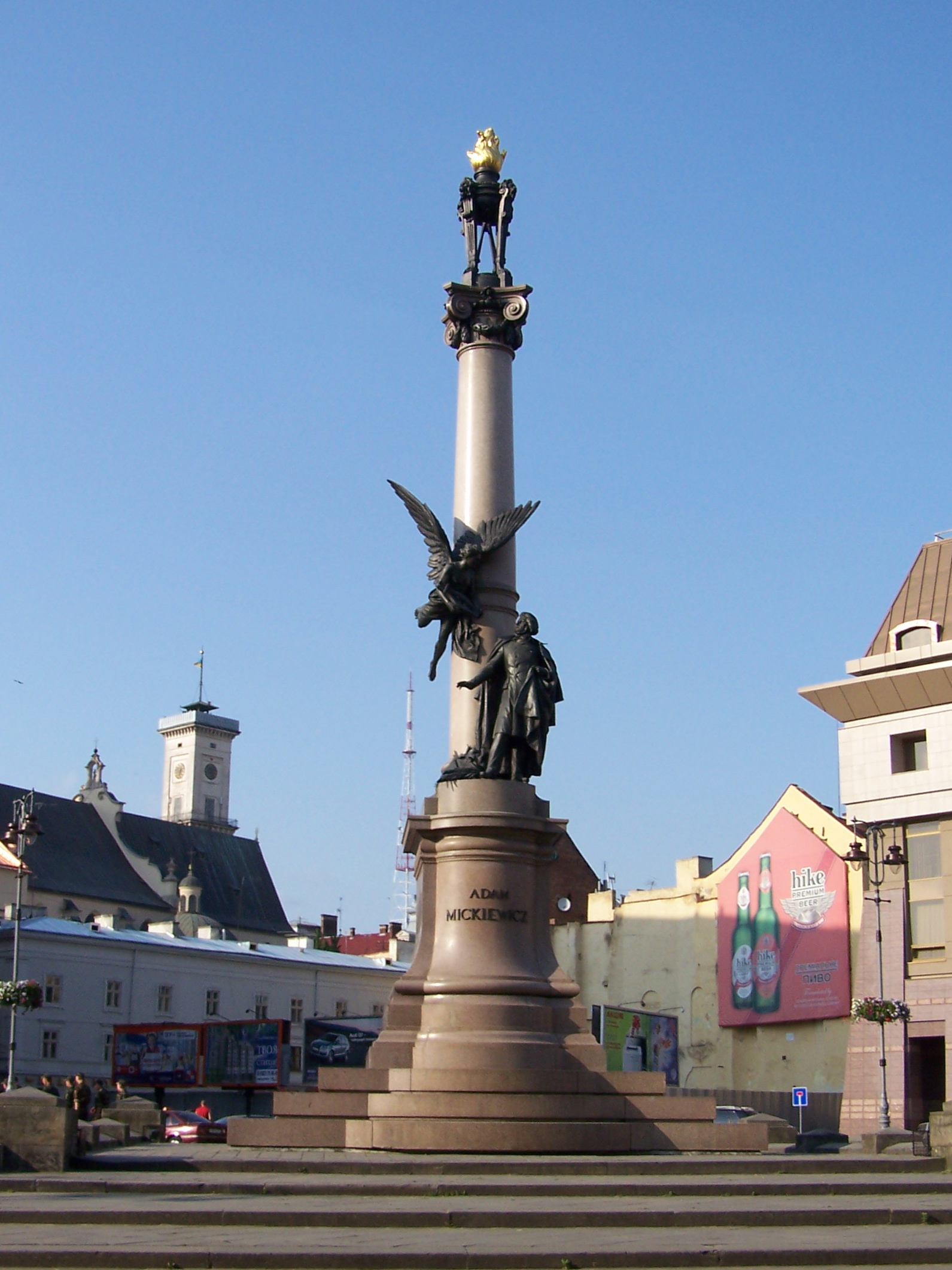
Колона Міцкевича, Львів
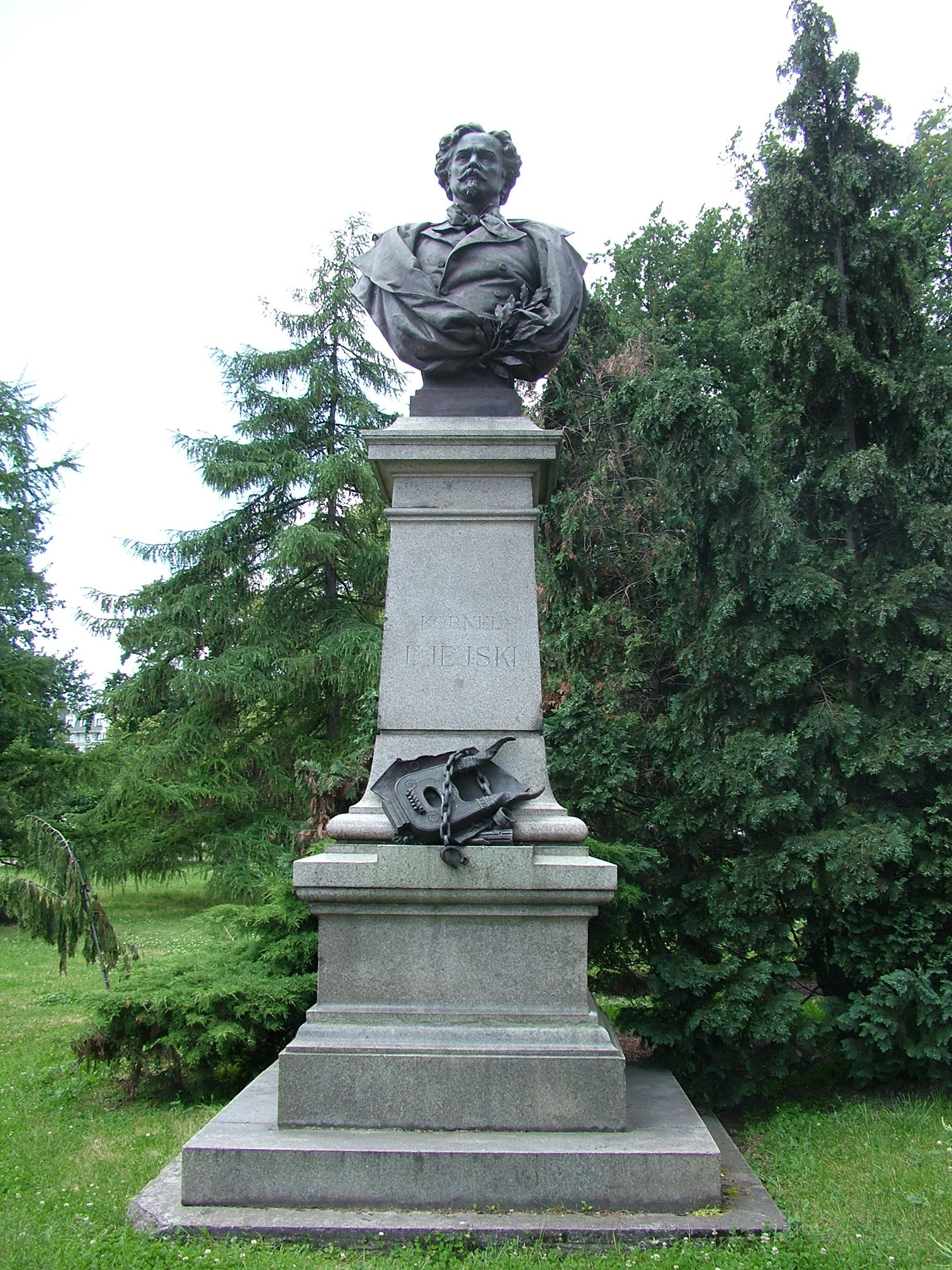
Пам'ятник Корнелю Уєйському, Щецин
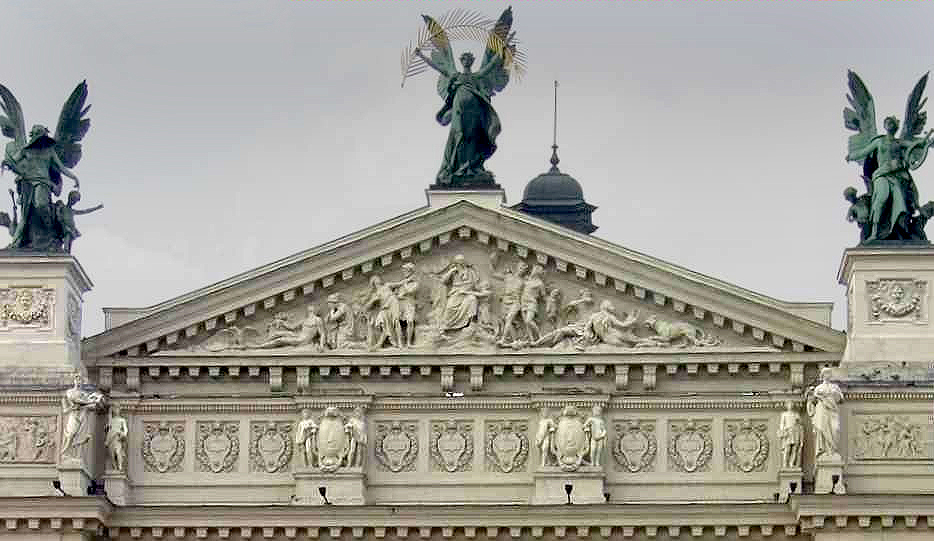
Львівська опера
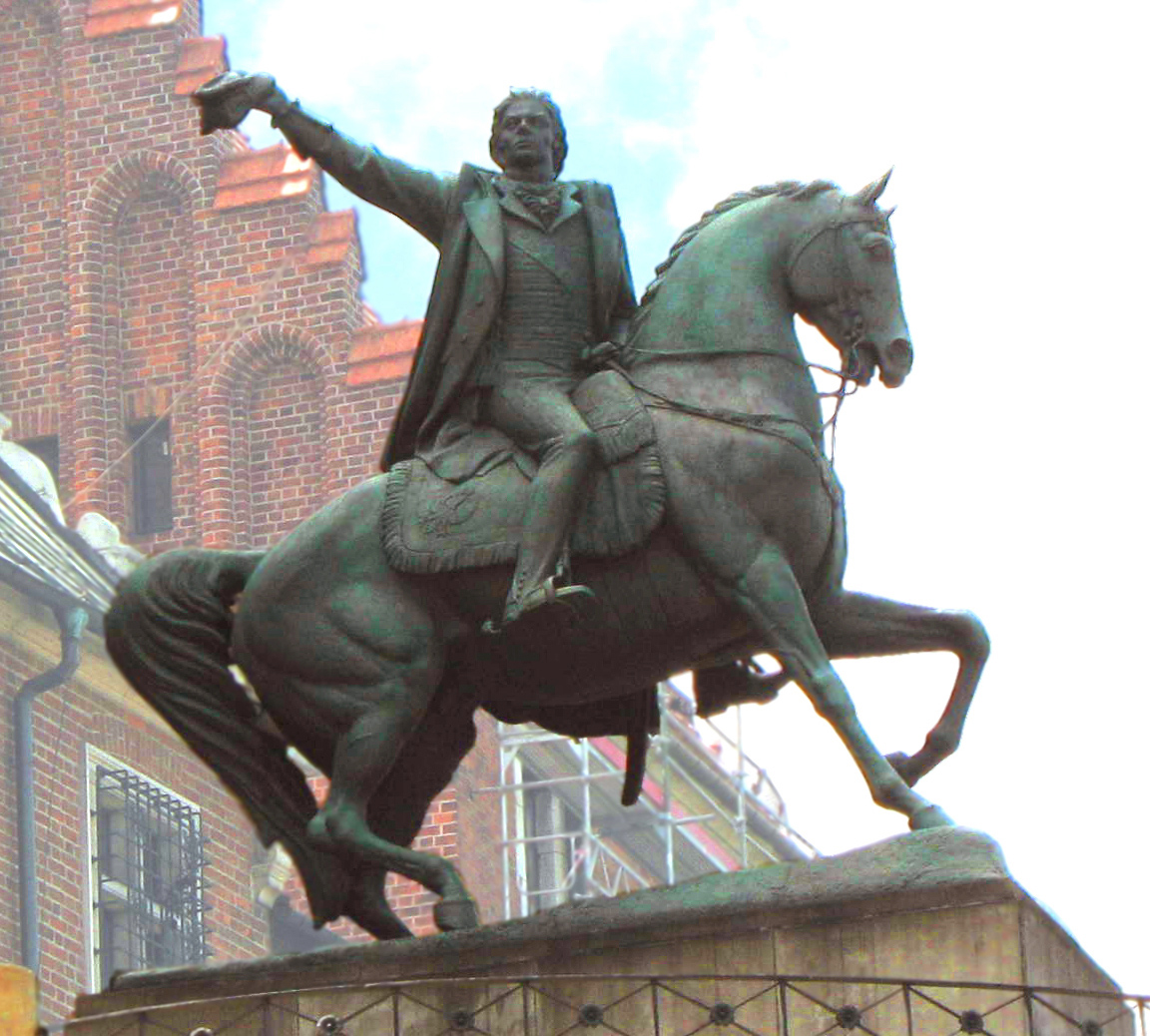
Пам'ятник Костюшкові, Краків
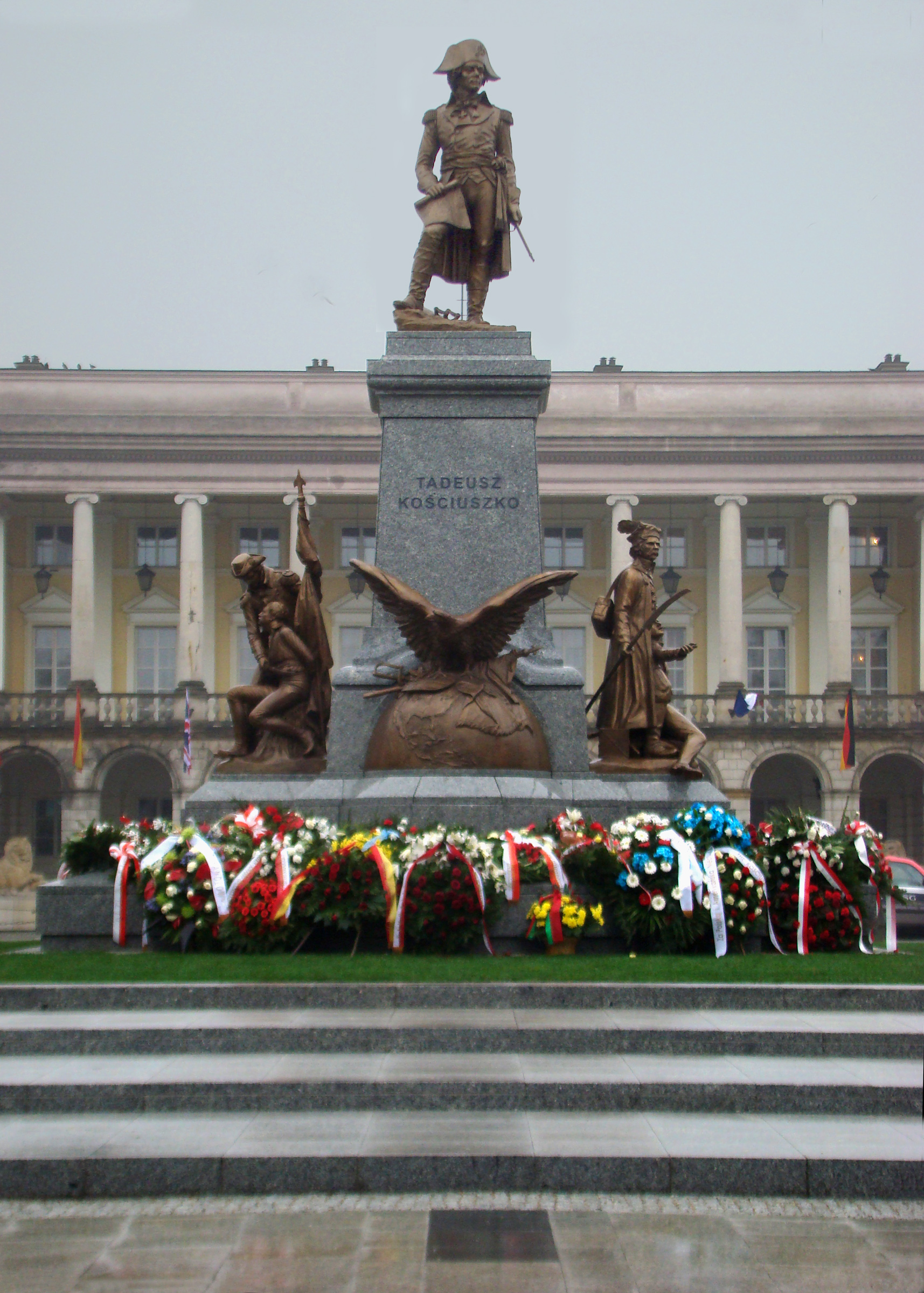
Пам'ятник Костюшкові, Варшава
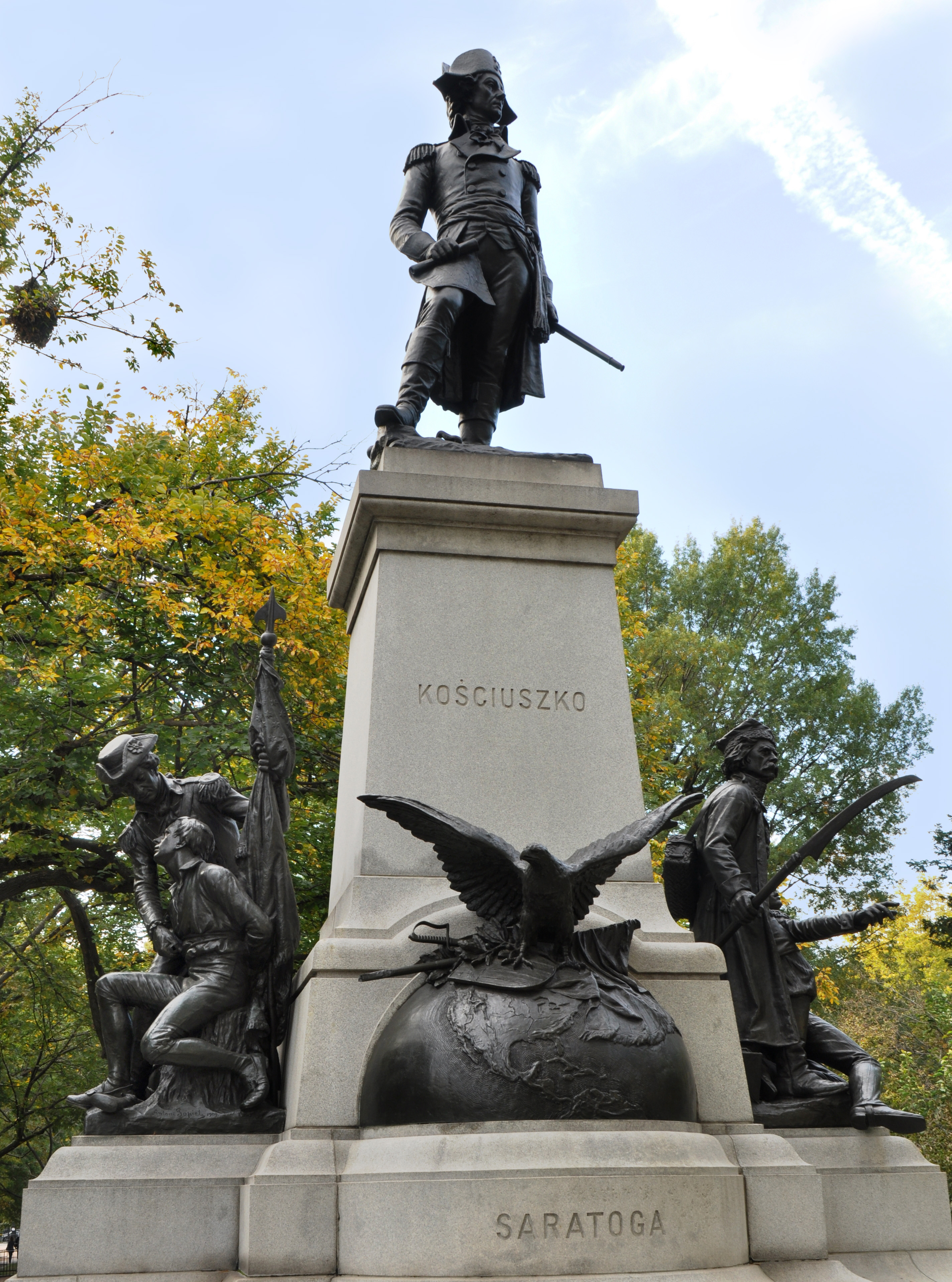
Пам'ятник Костюшкові, Вашинґтон